# Daïra d'El Attaf
La daïra d'El Attaf est une circonscription administrative algérienne située dans la wilaya d'Aïn Defla. Son chef-lieu est situé sur la commune éponyme d'El Attaf.

## Communes
La daïra regroupe les deux communes d'El Attaf, Tiberkanine.
Code El Attaf 44002